# Șerșenivka, Borșciv
Șerșenivka (în ucraineană Шершенівка) este o comună în raionul Borșciv, regiunea Ternopil, Ucraina, formată numai din satul de reședință.

## Demografie
Componența lingvistică a comunei Șerșenivka
     Ucraineană (99,48%)
     Alte limbi (0,52%)
Conform recensământului din 2001, majoritatea populației comunei Șerșenivka era vorbitoare de ucraineană (99,48%), existând în minoritate și vorbitori de alte limbi.